# Alessandro Sappa de' Milanesi
Alessandro Sappa de' Milanesi (Alessandria, 19 ottobre 1717 – Alessandria, 13 marzo 1783) è stato un poeta italiano.

## Biografia
Alessandro Sappa de' Milanesi nacque ad Alessandria il 19 ottobre 1717. Proveniente da una famiglia del patriziato della città, era figlio di Don Galeazzo Sappa de' Milanesi, nobile del S.R.I., e di Ippolita Baratta di Quattordio oltre che padre di Carlo Giuseppe, vescovo della diocesi di Acqui. All'età di 14 anni fu mandato a studiare dai Gesuiti a Parma, nel Collegio Ducale dei Nobili dove rimase per otto anni, allievo di Giovanni Granelli. Durante questo periodo, in cui ricevette la forte impronta religiosa che mantenne per tutta la vita, cominciò a formarsi come poeta: al suo ritorno ad Alessandria diventò membro con il nome di Illuminato dell'Accademia degli Immobili, la più illustre della città, della quale fu anche Principe per due volte, nel 1755 e 1768. Successivamente divenne anche accademico dell'Arcadia a Roma, con il nome di Eumaro Marateo. Nel 1752 sposò Porzia Maria Gozzani di San Giorgio, morta nel 1775, da cui ebbe sette figli. Fu poeta apprezzato dalla critica del suo tempo, ricevendo numerose lodi per i suoi componimenti: il Vallauri nella Storia della poesia in Piemonte lo indica come maggior poeta dell'Accademia degli Immobili, mentre il Denina, a proposito della sua poesia epigrammatica, dice che "ha pochi eguali in Italia". 
Carlo Emanuele III gli affidò il 19 settembre 1746 l'incarico di Riformatore degli studi di Alessandria, che resse per 28 anni. Diventato sordo, richiese l'esonero dalla carica e fu nominato Maggiordomo Onorario da Vittorio Amedeo III per i suoi meriti letterari nel 1780.
Morì ad Alessandria il 13 marzo 1783, all'età di 65 anni. È sepolto nella chiesa di San Martino. 

## Opere
Elenco parziale:
- Rime del signor cavaliere Don Alessandro Sappa, Alessandria, Ignazio Vimercati, 1772.[13]
- Il pellegrino fortunato, Torino, Stamperia Fontana, 1780.[14]
- Il giuoco dell'oca, estratto dalle Rime, Verona, Pietro Bisesti, 1822.